# Batman (serie televisiva)
Batman è una serie televisiva basata sull'omonimo personaggio dei fumetti trasmessa negli Stati Uniti d'America dal 1966 al 1968.
Adam West nel ruolo di Batman e Burt Ward in quello del suo giovane aiutante Robin lottano contro il crimine difendendo Gotham City da un vasto assortimento di stravaganti supercattivi dai costumi sgargianti. La serie - rinunciando alle atmosfere cupe e tenebrose tipiche del personaggio dell'uomo pipistrello - è ricordata per il suo stile umoristico e Camp, il caratteristico tema musicale composto da Neal Hefti e le scazzottate a tempo di musica, nelle quali i colpi vengono enfatizzati con scritte onomatopeiche che avvicinano il telefilm a un fumetto animato; per la caratteristica Batmobile e per la sua morale volutamente ironica e semplicistica (rivolta a una vasta platea di bambini e adolescenti): è ad esempio rimarcata l'importanza di allacciare le cinture di sicurezza, fare i compiti, mangiare verdure e bere latte (è stata descritta dal produttore esecutivo William Dozier come l'unica situation comedy trasmessa senza risate di sottofondo).
La serie fu trasmessa dall'ABC dal 12 gennaio 1966 al 14 marzo 1968 per un totale di 120 episodi divisi in tre stagioni.
Dalla serie TV fu tratto nel 1966 il primo lungometraggio per il cinema del personaggio, Batman (Batman: The Movie).

## Episodi
La serie si compone complessivamente di 120 episodi suddivisi in tre stagioni televisive. La particolarità è che ogni singola puntata da 25 minuti fa parte di una coppia di episodi uniti da un cliffhanger (tipicamente una situazione in cui Batman rischia la vita in una trappola mortale); questa struttura vale per tutta la prima e la seconda serie (94 episodi in totale), a eccezione di due avventure divise in 3 parti. Nella terza serie prevalgono invece gli episodi autoconclusivi e compaiono più trame tripartite. Ogni coppia di episodi è dedicata a un singolo supercriminale, mentre le avventure da tre episodi hanno come antagonisti vari cattivi riunitisi in un team up.
| Stagione         | Episodi | Prima TV originale | Prima TV Italia |
| ---------------- | ------- | ------------------ | --------------- |
| Prima stagione   | 34      | 1966               | 1981            |
| Seconda stagione | 60      | 1966-1967          | 1982            |
| Terza stagione   | 26      | 1967-1968          | 1982            |

## Produzione
Nei primi anni sessanta, la Ed Graham Productions ottenne i diritti televisivi per una riduzione sul piccolo schermo dei fumetti di Batman e pianificò una serie dedicata al pubblico adolescente da mandare in onda il sabato mattina sul canale CBS.
Il dirigente della ABC Yale Udoff, grande fan di Batman da bambino, contattò Harve Bennett e Edgar J. Scherick, altri dirigenti ABC, che erano anch'essi interessati alla produzione di una serie su Batman. Quando i negoziati tra CBS e Graham si arenarono, la DC Comics ricomprò velocemente i diritti e strinse un accordo con la ABC, che girò gli stessi alla 20th Century Fox per produrre la serie.
A sua volta, la 20th Century Fox affidò il progetto a William Dozier ed alla sua casa di produzione, la Greenway Productions. ABC e Fox si aspettavano un programma divertente per ragazzi ma abbastanza canonico, tuttavia, Dozier, che non aveva mai letto dei fumetti in vita sua, concluse, dopo diverse letture di fumetti di Batman per documentarsi, che l'unico modo di far funzionare lo show sarebbe stato quello di forzare i toni sull'assurdo e rendere il programma in uno stile comico e camp assimilabile alla pop art. Originariamente, lo scrittore di romanzi di spionaggio Eric Ambler avrebbe dovuto scrivere la sceneggiatura di un film per la televisione che avrebbe dovuto avere la funzione di lanciare la serie, ma egli rifiutò dopo aver letto dell'approccio comico che Dozier aveva intenzione di adottare.

### Stagione 1
Lorenzo Semple Jr. si occupò di scrivere la sceneggiatura dell'episodio pilota della serie, in stile "avventuroso pop-art". Stanley Ralph Ross, Stanford Sherman, e Charles Hoffman furono gli altri sceneggiatori della serie. Inizialmente le puntate sarebbero dovute durare 1 ora ciascuna, ma la ABC fece pressioni affinché la serie debuttasse in TV nel gennaio 1966 anziché a fine anno come programmato. Poiché il network aveva solo due spazi da mezz'ora l'uno in prima serata, lo show fu diviso in due parti, per andare in onda due volte a settimana in episodi da 30 minuti.
Nemici storici di Batman quali Joker, Penguin, Enigmista, Catwoman, Mr. Freeze, e Cappellaio Matto apparvero tutti nella serie. Secondo quanto riferito dai produttori, Frank Gorshin fu scelto per interpretare l'Enigmista proprio in virtù del fatto che era un fan di Batman sin dall'infanzia. Catwoman venne interpretata da tre attrici differenti durante la serie: Julie Newmar nelle prime due stagioni, da Lee Meriwether nel film del '66 ispirato alla serie, e da Eartha Kitt nella terza ed ultima stagione.

### Stagione 2
La qualità produttiva della serie andò diminuendo nel corso della seconda stagione. Nella sua autobiografia Back to the Batcave, Adam West scrisse che quando i lavori della seconda stagione ebbero inizio dopo il completamento del film, Dozier, il suo immediato vice Howie Horwitz ed il resto del cast affrettarono la loro preparazione. Pertanto, non riuscirono a dedicare abbastanza tempo alla cura della seconda stagione. Nel corso della stagione Otto Preminger ed Eli Wallach si avvicendarono nel ruolo di Mister Freeze.

### Stagione 3
Arrivati alla terza stagione, gli indici d'ascolto del programma erano in declino e il destino della serie si fece incerto. Per attrarre nuovi spettatori, Dozier decise di introdurre un personaggio femminile nel cast fisso. Venne quindi fatta debuttare Batgirl, interpretata sullo schermo da Yvonne Craig. La frequenza dello show fu ridotta ad una puntata a settimana, con episodi principalmente autoconclusivi.
Lo spazio dedicato al personaggio di zia Harriet venne drasticamente ridotto a due soli brevi cameo, a causa del precario stato di salute di Madge Blake, l'attrice che la interpretava sullo schermo. Altro cambiamento nel cast fu la sostituzione di Julie Newmar nel ruolo di Catwoman con l'attrice cantante Eartha Kitt (la Newmar era occupata nella lavorazione del film L'oro di Mackenna). In America, la performance della Kitt nella serie segnò il secondo grande successo mainstream in TV di un'attrice afroamericana, dopo Nichelle Nichols nei panni del tenente Uhura in Star Trek, e contribuì ad abbattere le barriere razziali dell'epoca. Frank Gorshin, interprete originale dell'Enigmista, fece ritorno in occasione di una singola apparizione dopo una pausa di una stagione intera, nel corso della quale il personaggio era stato interpretato da John Astin.
Le storie e la recitazione si fecero sempre più surreali nel corso della terza stagione. Inoltre, apparvero riferimenti a culture giovanili contemporanee quali hippy e mod, ed un maggiore uso di slang tipico degli anni sessanta, che nelle prime due stagioni erano stati evitati.
Verso la fine della terza stagione gli indici di ascolto avevano subito un significativo calo e il canale ABC decise di cancellare lo show, dati gli alti costi di produzione. Tuttavia la NBC accettò di rilevare i diritti della serie con la decisione di farla proseguire. Prima che questo potesse accadere fu però scoperto che i set principali della serie erano già stati smantellati e distrutti, così l'accordo con la NBC saltò.

## Personaggi

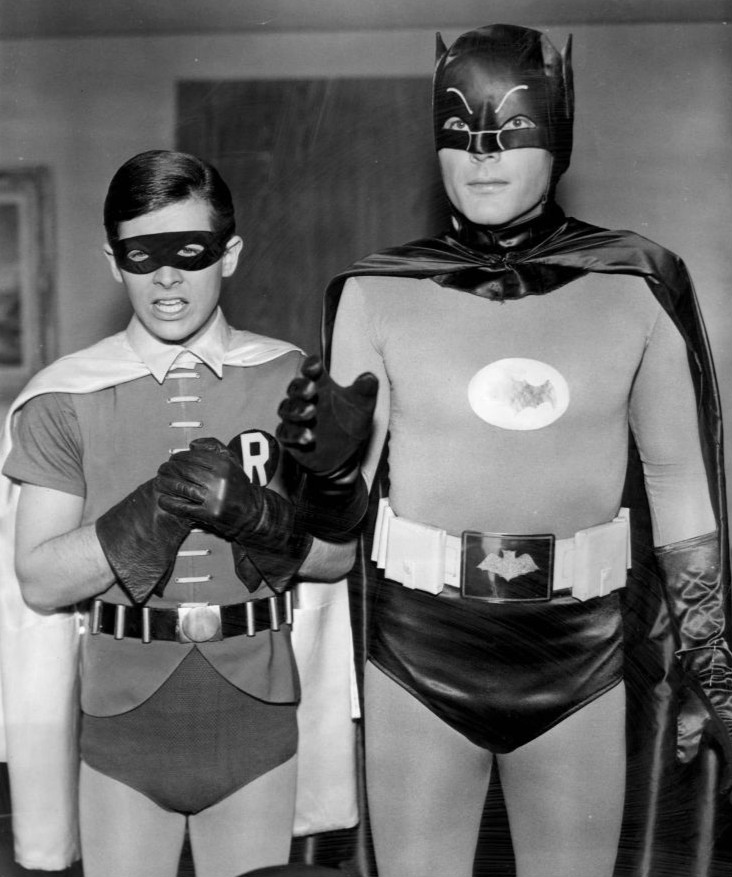
I protagonisti della serie: Burt Ward (a sinistra) e Adam West (a destra), rispettivamente come Dick Grayson/Robin e Bruce Wayne/Batman.

### Principali
- Batman
- Robin

### Comprimari

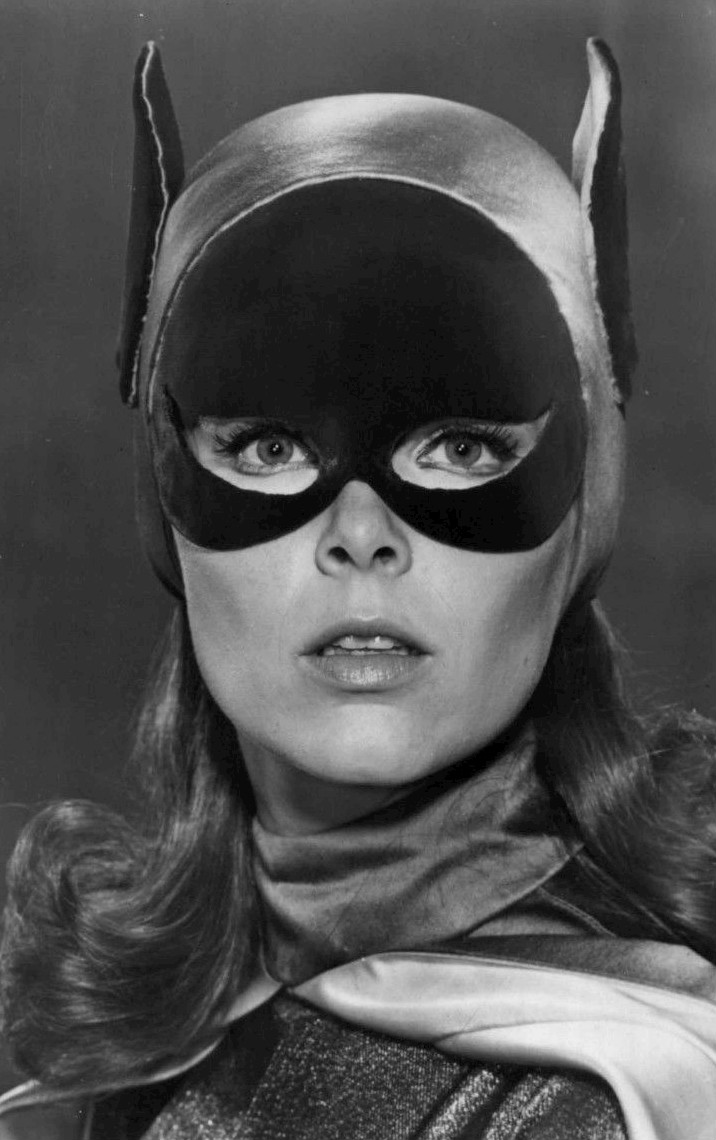
Batgirl (Yvonne Craig) introdotta a partire dalla terza stagione della serie

- James Worthington Gordon è interpretato da Neil Hamilton. Detto Jim, è un alto ufficiale della polizia di Gotham City. Uomo e poliziotto onesto e leale, è noto per i suoi metodi poco violenti ma risolutivi. Amico e prezioso referente di Batman, con il quale ha una linea telefonica diretta (il celebre telefono rosso). Nel telefilm è doppiato in italiano da Ugo Bologna, mentre nel film da Bruno Persa.
- Batgirl è interpretata da Yvonne Craig. È Barbara Gordon, figlia del commissario Jim Gordon; di giorno bibliotecaria di Gotham City, di notte partner di Batman e Robin nella lotta alla criminalità. Venne introdotta a partire dalla terza stagione, comparendo complessivamente in 26 episodi. È doppiata in italiano da Annarosa Garatti.
- Miles Clancy O'Hara è interpretato da Stafford Repp. Il capitano O'Hara è un alto ufficiale della polizia di Gotham City, con alle spalle un'onorata carriera che lo ha reso braccio destro del commissario Gordon. Modello ideale del buon poliziotto, sempre pronto all'azione, vive nella religione della legge, tuttavia è conscio dei limiti della polizia di fronte alle abilità di grandi criminali come il Joker, il Pinguino, Catwoman, l'Enigmista e Re Tut, ragion per cui accetta sempre di buon grado l'aiuto di Batman e Robin. Nel telefilm il personaggio è doppiato in lingua italiana da Emilio Marchesini, mentre nel film, in cui dispone del grado di sergente, da Manlio Busoni.

### Avversari

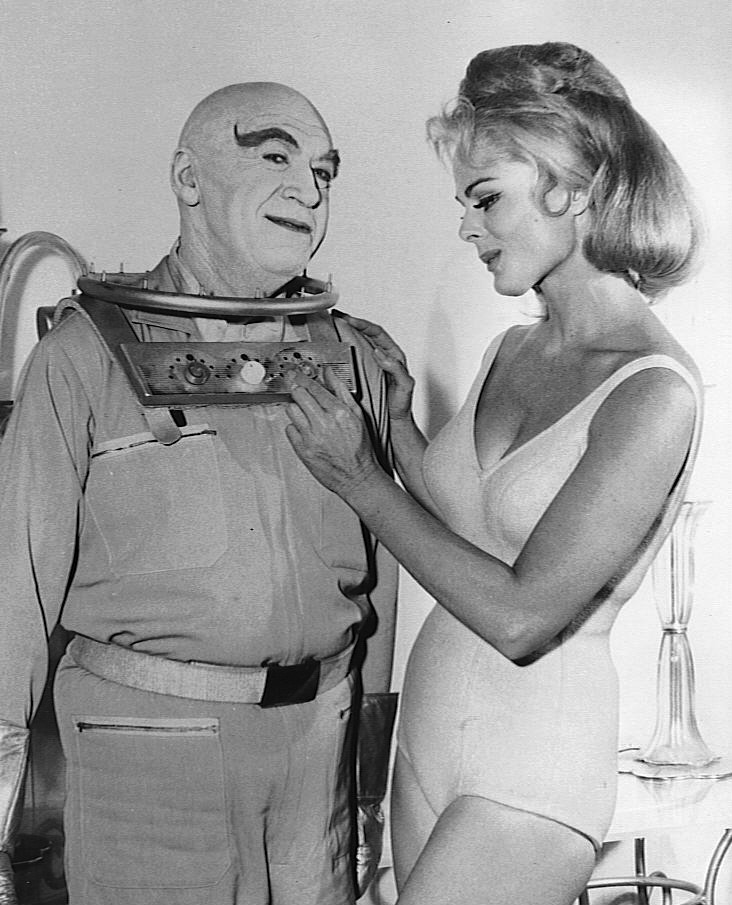
Otto Preminger nei panni del supercriminale Mister Freeze (1967)

Nella serie appaiono diversi avversari classici dei fumetti di Batman, ma anche alcuni ideati appositamente per il telefilm.

#### Tratti dai fumetti

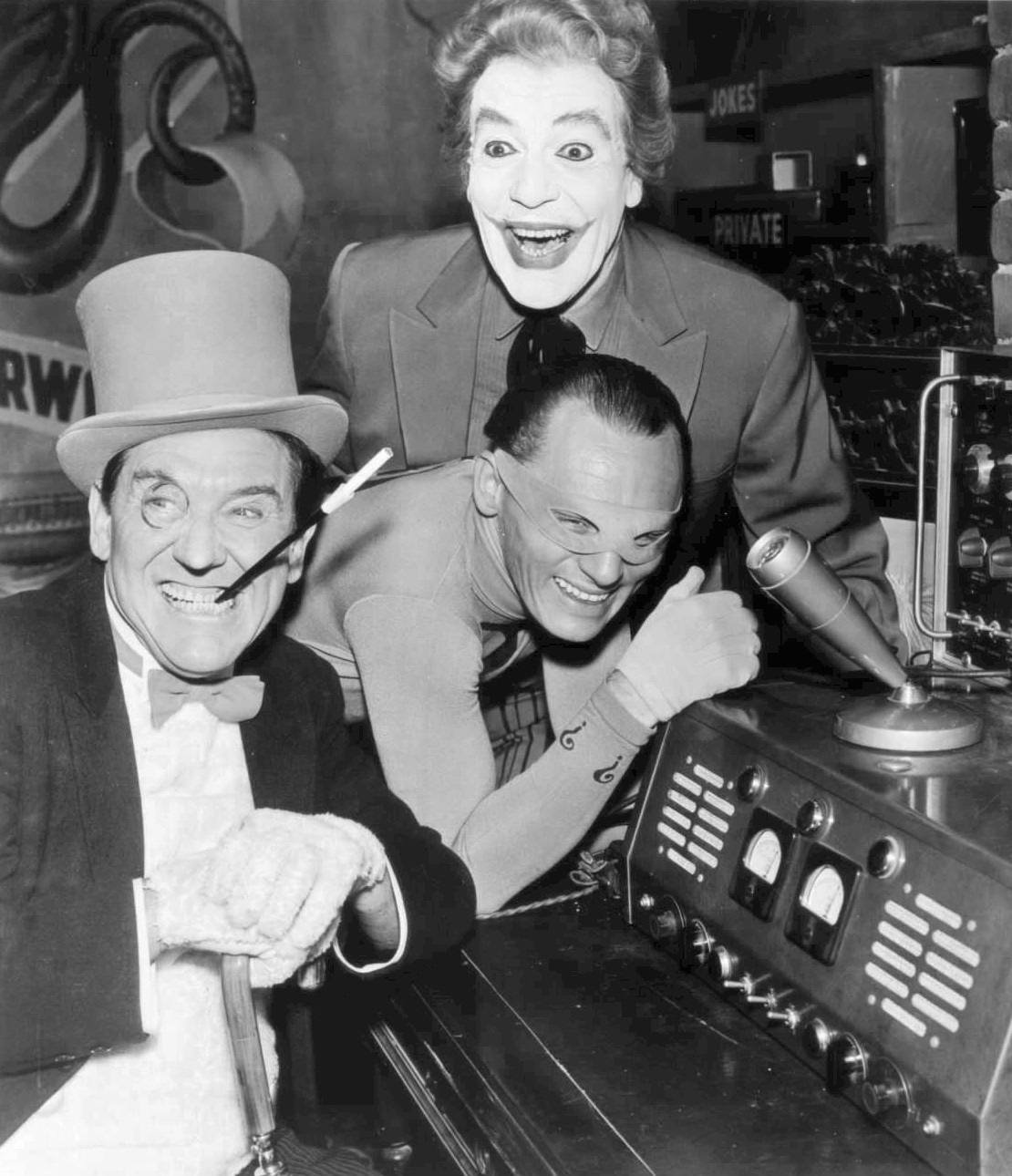
Cesar Romero, Frank Gorshin e Burgess Meredith interpretano rispettivamente il Joker, l'Enigmista e il Pinguino

- Il Joker: appare in 19 episodi per un totale di 10 avventure e ciò ne fa l'antagonista più presente della serie. Ha solo due team up, uno con Catwoman e uno col Pinguino, quindi con gli altri criminali principali della serie. È interpretato da César Romero. Romero veniva truccato con cerone bianco per simulare la carnagione del Joker, ma non volle tagliare i suoi celebri baffetti, che restavano visibili sotto il trucco.
- Il Pinguino: appare in 18 episodi, per un totale di 9 avventure, distribuite su tutte e tre le stagioni. Ha avventure in coppia col Joker, con Marsha la Regina dei Diamanti e con Lola Lasagna; con una sua avventura si chiude la prima serie e con un'altra si apre la terza. È interpretato da Burgess Meredith.
- Catwoman: appare in 14 episodi, per un totale di 7 avventure, e condivide un'avventura con il Joker. È la supercriminale più presente nella seconda serie e il successo che riscosse presso il pubblico fu uno dei motivi che indusse la produzione a introdurre un altro personaggio femminile dalla presenza quasi fissa nella terza serie, la supereroina Batgirl. Catwoman è interpretata da Julie Newmar (prima stagione e seconda stagione), Lee Meriwether (nel film) e da Eartha Kitt (terza stagione).
- L'Enigmista: appare in 10 episodi per un totale di 5 avventure; nello specifico appare in 8 dei 34 episodi della prima stagione, aprendola con i primi due episodi della serie. È interpretato da Frank Gorshin (prima stagione e terza stagione) e da John Astin (seconda stagione).
- Mister Freeze: un folle scienziato che, dopo l'esposizione a una soluzione congelante, ha un continuo bisogno di temperature sotto lo zero per sopravvivere; appare in 6 episodi per un totale di 3 avventure. Chiude con una sua avventura, che sarà anche l'ultima, la seconda serie. È interpretato da George Sanders (prima stagione 1x07-1x08), Otto Preminger e da Eli Wallach (seconda stagione).[9][10][11] Nella serie il suo cognome è Schivel, anziché Fries, mentre il nome (Art) non viene mai pronunciato.[12]
- Il Cappellaio Matto: Jervis Tetch, un malvagio sempre vestito in modo formale, con l'ossessione per la raccolta di cappelli; appare in 4 episodi per un totale di due avventure. È interpretato da David Wayne.
- Falsa Faccia: appare negli episodi 17 e 18 della prima stagione, quindi per una sola avventura. In realtà avrebbe dovuto essere Due Facce, interpretato da Clint Eastwood, ma il personaggio venne ritenuto troppo cruento e rimpiazzato da una sua versione più comica.[13] È interpretato da Malachi Throne.
- Il Maniaco degli Orari: appare in due episodi per una sola avventura. Creato nell'agosto del 1960 come nemico di Freccia Verde, apparirà in tutti i fumetti e tutte le serie animate che coinvolgono Batman. È interpretato da Walter Slezak.
- L'Arciere: appare in un solo episodio in apertura della seconda stagione e, secondo gli archivi della casa produttrice, è un personaggio diverso dal nemico di Superman creato nel 1941. Successivamente affronterà anche Batman e Freccia Verde in un episodio della serie animata del 2008 Batman: The Brave and the Bold. È interpretato da Art Carney.

#### Ideati per la serie televisiva
- Re Tut: appare in 8 episodi per un totale di 5 avventure. È l'avversario creato appositamente per la serie che ha avuto più successo di tutti: si tratta di William McElroy, un professore di egittologia dell'università di Yale che, in seguito a un colpo alla testa, si crede la reincarnazione di Tutankhamon e vuole trasformare Gotham City nell'Antico Egitto. Ha esordito nei fumetti nel 2008. È interpretato da Victor Buono.
- Testa d'Uovo: appare in 5 episodi per un totale di 3 avventure. In questa serie è uno dei pochi nemici di Batman a conoscerne l'identità. Apparirà anche in una serie animata, ma a tutt'oggi è ancora materia di dibattito se sia mai apparso o meno nei fumetti. È interpretato da Vincent Price.
- Marsha la Regina dei Diamanti: appare in 4 episodi per un totale di due avventure. È interpretata da Carolyn Jones.
- Shame: appare in 4 episodi per un totale di due avventure di cui una in coppia con Calamity Jane. È interpretato da Cliff Robertson.
- Louie Lillà: il bandito elegante con la passione per i fiori, appare in due episodi per due avventure. È interpretato da Milton Berle.
- Zelda la Grande: appare solo in due episodi (1x09-1x10), quindi in una sola avventura. È la prima criminale creata appositamente per la serie e un personaggio a lei ispirato ha esordito nei fumetti nel 2007. È interpretata da Anne Baxter.
- Bookworm: appare solo per due episodi (1x29 e 1x30) ed è interpretato da Roddy McDowall.
- Chandell e il gemello cattivo Harry: appaiono solo per due episodi, quindi in una sola avventura. Sono entrambi interpretati da Liberace.
- Il Menestrello: appare in un solo episodio della seconda stagione. È interpretato da Van Johnson.
- Ma' Parker: appare solo per due episodi, quindi in una sola avventura. È interpretata da Shelley Winters.
- Lorelei Circe, la Sirena: appare negli episodi 2 e 3 della terza stagione. È interpretata da Joan Collins.

## LaBatmobile

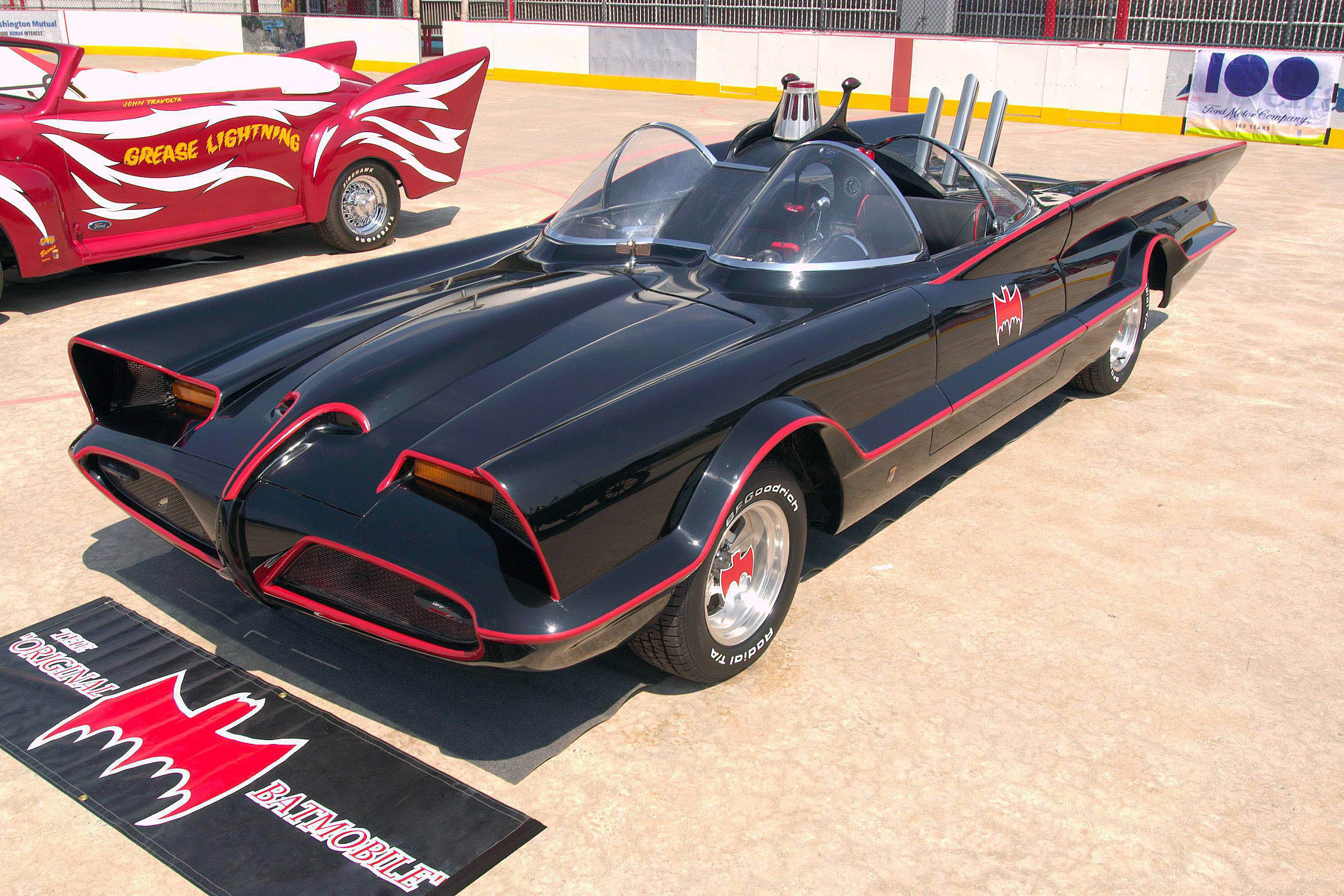
La Batmobile della serie

L'automobile nera bordata di rosso di Batman, la Batmobile, presente per tutta la durata della serie, deriva dalla Lincoln Futura, una concept car della Ford realizzata interamente nelle officine Ghia di Torino nel 1955.
Costruito con un costo complessivo di 250 000 $, questo primo esemplare di automobile venne presentato nello stesso anno al Chicago Auto Show senza mai entrare in produzione. Verso la metà degli anni sessanta George Barris, un progettista automobilistico, acquistò l'automobile direttamente dalla Ford, al prezzo simbolico di 1 dollaro. Con una spesa di 15000 $ e due settimane di lavoro, Barris, la trasformò nell'elegante veicolo nero pilotato da Adam West nella serie. Dopo averla tenuta custodita nella sua collezione privata per 47 anni, Barris, nel 2013 la vendette all'asta per 4,6 milioni di dollari.

## Accoglienza e critica
La serie televisiva riscosse un notevole successo anche al di fuori del pubblico giovanile a cui era rivolta ed è considerata una serie cult.
I critici televisivi Alan Sepinwall e Matt Zoller Seitz nel 2016 hanno inserito Batman all'82º posto tra i maggiori spettacoli televisivi di tutti i tempi.

## Opere derivate
Cinema
Dalla serie TV fu tratto il film Batman (Batman: The Movie) del 1966 diretto da Leslie H. Martinson, che fu il primo lungometraggio per il cinema del personaggio.
Animazione
- Batman: Il ritorno del Crociato Incappucciato (Batman: Return of the Caped Crusaders, 2016)
- Batman contro Due Facce (Batman vs. Two-Face, 2017)

## Influenza culturale
- Il tema della canzone della serie fu citata e utilizzata come spunto da George Harrison per la base musicale di Taxman, canzone di apertura dell'album dei Beatles Revolver. [senza fonte]
- Lo stesso tema viene citato nella canzone Without me di Eminem. Nel video musicale del brano, inoltre, vi sono Dr. Dre ed Eminem che parodiano Batman e Robin, il primo vestito di nero come un bullo di strada e il secondo da Robin ma con il nome di Rap Boy.[20][21][22]
- Nel 1973 è stato realizzato Bat Pussy, un film parodia di genere pornografico ispirato alla serie, considerato uno dei peggiori film hardcore mai prodotti.